# Мучник, Моисей Миронович
Моисей Миронович (Меирович) Мучник (18 августа 1935 года, Семипалатинск — 11 июля 2001 года, Москва) — деятель культуры, заслуженный работник культуры РСФСР.

## Биография
Окончил юридический факультет Томского государственного университета.
Возглавлял Дворец зрелищ и спорта (1973—1982), областную филармонию (1983—1992), Томский областной драматический театр (с 1995).
Погиб в автокатастрофе.

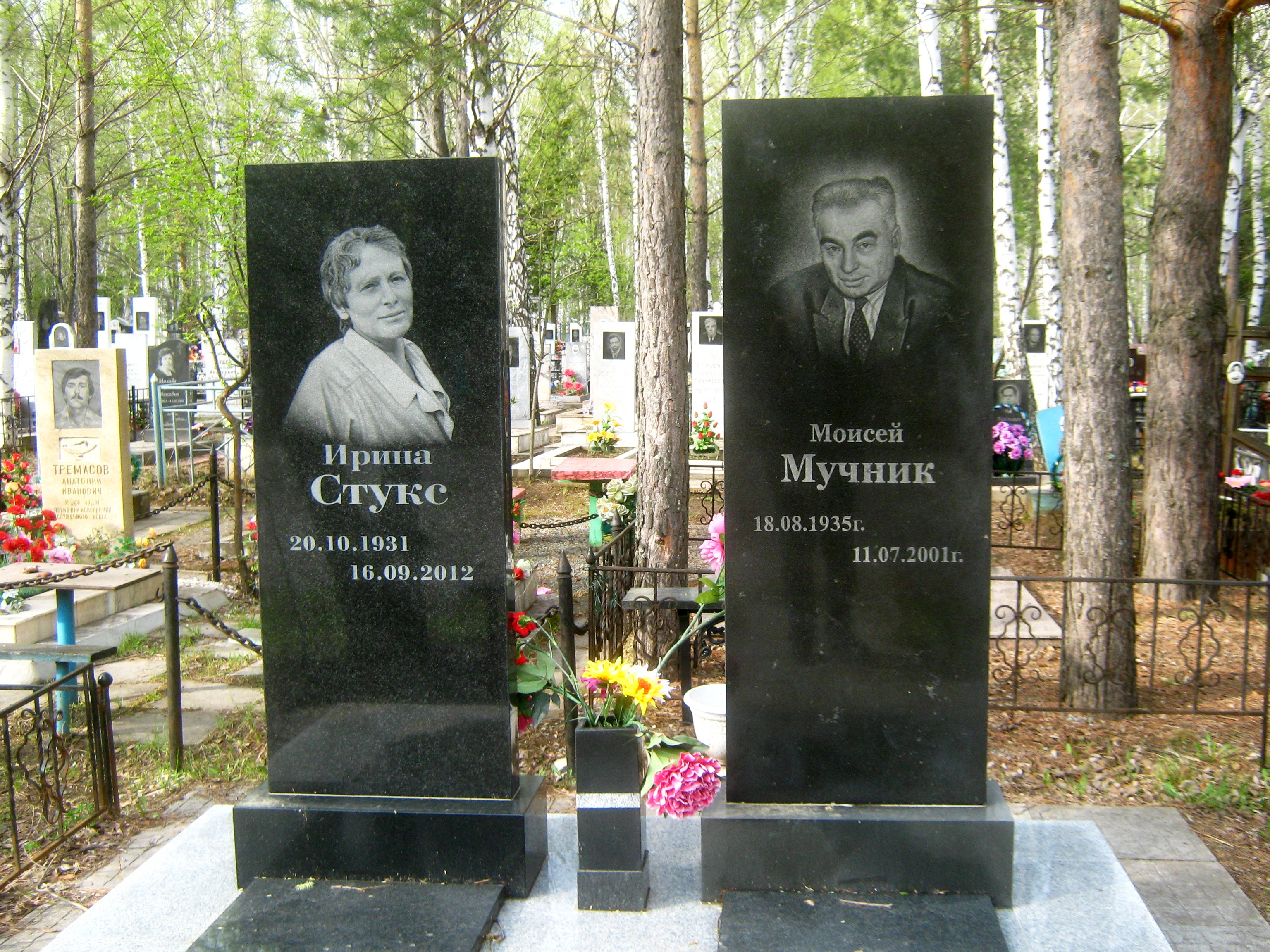

Похоронен на кладбище Бактин в Томске.

## Оценки деятельности
Благодаря гастрольной политике М.Мучника в Томск приезжали с выступлениями коллективы театров имени Ленинского комсомола, Маяковского, Моссовета, состоялись премьеры фильмов Тарковского, Михалкова, Данелии, Параджанова, встречи с Евтушенко, Вознесенским, Левитанским, Самойловым.
Под руководством М. Мучника Томский областной театр драмы вышел на второе место в стране по посещаемости.

## Личная жизнь
Жена — Ирина Юльевна Стукс — врач, профессор Сибирского государственного медицинского университета.
дети — Виктор Мучник —  историк, журналист, Марина Мучник — психоаналитик,
Юлия Мучник — историк, журналистка, телеведущая, педагог.

## Память
На доме, где жил М. М. Мучник (улица Учебная, 20), установлена мемориальная доска.
В Томской области проводится первенство по художественной гимнастике памяти Моисея Мироновича Мучника.